# Jean Boissonnat
Jean Boissonnat, né le 16 janvier 1929 à Paris 13e et mort le 25 septembre 2016 à Paris 14e, est un économiste, journaliste, éditorialiste, essayiste et homme de presse français.

## Biographie

### Famille et études
Issu d'une famille ouvrière parisienne, Jean Boissonnat est diplômé de l'Institut d'études politiques de Paris en 1951. Il milite au sein de la Jeunesse étudiante chrétienne.

### Parcours professionnel
Jean Boissonnat est directeur du service économique de La Croix entre 1954 et 1967. En 1967, il est le cofondateur avec Jean-Louis Servan-Schreiber de L'Expansion puis de L'Entreprise. Rédacteur en chef de L'Expansion entre 1967 et 1986, il en dirige ensuite la rédaction de 1986 à 1994, ainsi que celle du quotidien la Tribune de l’Expansion de 1987 à 1992. Il est également directeur délégué de l'hebdomadaire la Lettre de l’Expansion et du mensuel l’Entreprise, en 1970 ; directeur général des rédactions (1988-1994) du groupe Expansion, et membre du comité de direction du groupe Expansion (1991-1994).
Il est la voix des éditoriaux économiques sur Europe 1 de 1974 à 1987 et de 1992 à 1994.
Éditorialiste pour La Croix, il est membre du conseil d’administration de 1980 à 1985, puis du conseil de surveillance (1985-94) du groupe de presse Bayard Presse auquel appartient notamment La Croix. Signature de Ouest-France, il siège au conseil d’administration du journal de 1981 à 1994 et de 1998 à 2016. Il écrit également pour les journaux Le Parisien, L’Est républicain, Le Progrès, Midi libre.
Le 5 mai 1981, en direct à la télévision, il « arbitre », en compagnie de Michèle Cotta, le débat de l'entre-deux tours de l'élection présidentielle entre le président de la République sortant Valéry Giscard d'Estaing et François Mitterrand. Michèle Cotta, « proche de François Mitterrand », faisait partie avec Boissonnat d'une liste de journalistes pressentis pour animer ce débat. « Mitterrand soumet au camp adverse une liste de quatre journalistes, tous étrangers à la télévision, ceux du petit écran étant à ses yeux subordonnés au pouvoir politique. Giscard choisit les deux premiers par ordre alphabétique ».
En 1982, sous la présidence de François Mitterrand, il fait partie des « personnalités qualifiées » pour participer à la commission nationale de la planification, sous l'égide de Michel Rocard, ministre chargé du Plan.
En 1990, il refuse de prendre sa retraite, expliquant qu'il était sur plusieurs projets.
Dans les années 1990, il tient, durant un temps, une chronique sur LCI.
En 1994, à l'âge de 65 ans, il quitte la direction du groupe Expansion et devient membre du Conseil de la politique monétaire de la Banque de France où il siège jusqu'en 1997.
En octobre 1995, dans Le travail dans vingt ans, un rapport établi par le Commissariat général au plan qu'il préside alors, Jean Boissonnat prend acte que le modèle de l'emploi salarié à durée indéterminée à temps complet dans un métier donné - type convention collective des années 1960 - ne correspond plus à toute une part de l'économie nouvelle. Boissonnat prône une refonte totale du droit du travail, en formulant notamment la proposition de « contrat d'activité » qui a inspiré le projet de statut du travailleur porté par les Semaines sociales de France et la CFTC.
En 2005, Jean Boissonnat reçoit l'insigne de chevalier de la Légion d'honneur des mains du président de la République Jacques Chirac.
Le 25 septembre 2016, il meurt à l'âge de 87 ans à Paris 14e,, à la suite d'un AVC. Dans une interview sur Europe 1, Michèle Cotta affirme que Jean Boissonnat « rendait l'économie accessible (...), il parlait des choses économiques avec des mots simples que tout le monde pouvait comprendre ». Il est inhumé au cimetière du Montparnasse (division 7, 4e ligne sud, tombe 4 ouest).

### Parcours professoral
Il enseigne à l'Institut d'études politiques de Paris. Il est maître de conférences en 1960, puis professeur en 1966. Il y dispense des cours jusqu'en 1971. Il fait partie de la vague d'enseignants d'économie recrutée dans les années 1960 avec Raymond Barre, Gabriel Pallez ou encore Jean Saint-Geours.
En 2000, il est président du jury du concours d'entrée à l'École nationale d'administration.

## Fonctions et mandats
Jean Boissonnat a été :
- Président de l'Association des journalistes économiques et financiers (1966-1968),
- Membre de la Commission des Comptes de la Nation au ministère des Finances (1980-1999),
- Président du Comité de sélection des projets d’émissions télévisées pour la chaîne de l’emploi et de la formation (1993-1994),
- Membre du Conseil de la politique monétaire de la Banque de France (de 1994 à 1997),
- Président des Semaines sociales de France (de 1995 à 2000),
- Cogérant de la Société d’investissements et de participation (de 1998 à 2016) avec Louis Estrangin,
- Membre du conseil d'administration de la Fondation du Crédit agricole - Pays de France présidée par Yves Barsalou (à partir de 2006).

## Ouvrages
- La Politique des revenus (1966), éd. du Seuil
- Le Journal de Crise 1973-1984 (1985), éd. Jean-Claude Latès.

- Prix Zerilli-Marimo 1985 de l'Académie des sciences morales et politiques.
- Crise Krach Boom (1988) en collaboration avec Michel Albert, éd. du Seuil
- Rendez-vous avec l'Histoire (1994), éd. Calmann-Levy
- Le Travail dans vingt ans (1995), éd. Odile Jacob (« télécharger au format PDF »(Archive.org • Wikiwix • Archive.is • Google • Que faire ?))
- La Révolution de 1999 (1997), éd. Sand
- L'Immigration : Défis et richesses (1998) en collaboration avec Michel Foucher et Michel Bon, éd. Bayard
- La Révolution de 1999 l'Europe avec l'euro (1998), éd. Sand & Tchou
- L'Aventure du Christianisme social : Passé et avenir (1999), éd. Bayard/Desclée de Brouwer
- Itinéraires : Des chrétiens témoignent (2000) en collaboration avec Simone Pacot, Jacques Poujol et Frédéric de Coninck, éd. Empreinte Temps Présent
- Europ€ année zéro (2001), éd. Bayard
- L'Évêque et l'économiste (2001) en collaboration avec Mgr Olivier de Berranger, éd. Presses de la Renaissance
- La fin du chômage ? (2001) , éd. Calmann-Lévy
- Notre foi dans ce siècle (2002) en collaboration avec Michel Albert et Michel Camdessus, éd. Arléa
- Plaidoyer pour une France qui doute (2004), éd. Stock
- Dieu et l'Europe (2005), éd. Desclée de Brouwer
- La France injuste : 1975-2006 : pourquoi le modèle social français ne fonctionne plus (2006) en collaboration avec Timothy Smith et Geneviève Brzustowski, éd. Autrement
- 2029 ou comment j'ai traversé trois siècles en cent ans (2009) éd. Salvator

## Distinction
- Chevalier de la Légion d'honneur en 2004[8]